# Вівчарик жовтогузий
Вівча́рик жовтогузий (Phylloscopus laurae) — вид горобцеподібних птахів родини вівчарикових (Phylloscopidae). Мешкає в Центральній Африці.

## Підвиди
Виділяють два підвиди:
- P. l. laurae (Boulton, 1931) — західна Ангола;
- P. l. eustacei (Benson, 1954) — південний схід ДР Конго, північна і східна Замбія, південно-західна Танзанія.

## Поширення і екологія
Жовтогузі вівчарики мешкають в Анголі, Демократичній Республіці Конго, Замбії і Танзанії. Вони живуть у вологих рівнинних тропічних лісах і на болотах.